# والتر غواد
والتر غواد (1925 - 2000)، كان فيزيائيًا نوويًا في مختبر لوس ألاموس الوطني. خلال ستينيات القرن الماضي، حول غواد انتباهه من الفيزياء إلى علم الأحياء وهو معروف بإسهاماته في تأسيس جينبانك، وهو المستودع الأكثر استخدامًا لبيانات تسلسل الحمض النووي.

## النشأة والتعليم
ولد غواد لأبوين من الطبقة العاملة في مارلو بولاية جورجيا عام 1925. نشأ خلال فترة الكساد، انتقلت عائلته بشكل متكرر بحثًا عن العمل. عندما بلغ من العمر اثني عشر عامًا، بدأ غواد في العمل مع مصلح راديو وبعد فترة وجيزة من الحصول على التأهيل عمل مهندسًا في محطة إذاعة محلية.
في عام 1941، انتقل غواد من الجنوب إلى سكنيكتادي، نيويورك، لتولي وظيفة في محطة إذاعية جديدة. قام مالك المحطة برعاية غواد لحضور كلية الاتحاد حيث درس الفيزياء والتحق أيضًا ببرنامج تدريب كلية البحرية V-12.
بعد تخرجه في ربيع عام 1945، تم تعيين غواد لسفينة بحرية في مانيلا مع اقتراب نهاية الحرب العالمية الثانية. في خروجه في يونيو 1946، بدأ غواد دراساته العليا في قسم الفيزياء في جامعة كاليفورنيا في بيركلي. في العام التالي انتقل إلى جامعة ديوك حيث بدأ العمل على درجة الدكتوراه في فيزياء الأشعة الكونية تحت إشراف لوثار نوردهايم.

## المسار المهني

### العمل على القنبلة الهيدروجينية
في عام 1950، رافق غواد أستاذه نوردهايم إلى لوس ألاموس والذي دُعي للحضور للمساهمة في العمل الجاري بشأن القنبلة الهيدروجينية. على الرغم من أن غواد كان ظاهريًا في لوس ألاموس لإنهاء أطروحته حول الأشعة الكونية، سرعان ما تورط في عمل القنبلة الهيدروجينية، مما قدم بعض المساهمات المهمة.
بعد الاختبار الناجح للقنبلة الهيدروجينية في عام 1952، عاد غواد إلى أطروحته، وحصل على درجة الدكتوراه في عام 1953. في الخمسينيات، واصل غواد العمل على المشاكل المتعلقة بالفيزياء النووية والأسلحة النووية. وبقى في لوس ألاموس لبقية حياته المهنية.

### علم الاحياء
في الستينيات، طور غواد اهتمامًا متزايدًا بالمشكلات في علم الأحياء، خاصة في مجال علم الأحياء الجزيئي. لتطوير اهتمامه، قضى غواد في 1964-1965 عامًا إجازةً في المركز الطبي بجامعة كولورادو في دنفر. هناك بدأ العمل على بعض المشاكل في علم الأحياء، خاصة بالتعاون مع الكيميائي الفيزيائي جون كان.
بحلول أوائل السبعينيات، كان غواد يقضي معظم وقته في العمل على المشكلات البيولوجية، بدلاً من الفيزياء. في عام 1974، أصبح غواد عضوًا رئيسيًا في مجموعة ت-10 التي تم إنشاؤها حديثًا (البيولوجيا النظرية والفيزياء الحيوية) في لوس ألاموس.

### جينبنك
خلال السبعينيات، أصبحت مجموعة ت-10 مهتمة بشكل خاص بتسلسل البروتينات والنوكليوتيدات. كانت كمية كبيرة من هذه التسلسلات قد بدأت للتو في توفرها في الوقت الحالي. قام غواد بتجميع مجموعة من الفيزيائيين الشباب - بما في ذلك تيمبل سميث، ومايرون ستاين، ومايك ووترمان، وويليام بير، ومينورو كينهيسا - للعمل على حل المشكلات الرياضية المتعلقة بمقارنة وتحليل التسلسل. كجزء من هذا الجهد، في عام 1979 أسس غواد قاعدة بيانات تسلسل لوس ألاموس لجمع تسلسلات النيوكليوتيدات التي يمكن استخدامها للتحليل.
كان من المفترض أن تكون قاعدة بيانات تسلسل لوس ألاموس مشروعًا رائدًا. التمس غواد من المعاهد الوطنية للصحة للحصول على أموال لإنشاء قاعدة بيانات تسلسل أكبر وأكثر ديمومة. في عام 1981، أصدرت المعاهد الوطنية للصحة طلبًا تنافسيًا لتقديم مقترحات لإنشاء بنك بيانات من هذا القبيل. في عام 1982، تم منح عقد لمدة 5 سنوات بقيمة مليوني دولار لإنشاء قاعدة بيانات جيوبنك وتشغيلها إلى غواد وزملائه في لوس ألاموس (العمل بالاشتراك مع بولت وبرانيك ونيومان ). أدار فريق غواد في لوس ألاموس جيوبنك بين عامي 1982 و 1987.

## روابط خارجية
- نعي في مختبرات لوس ألاموس
- نيويورك تايمز 1983
- المعلوماتية الحيوية: تسلسل وتحليل الجينوم بقلم ديفيد دبليو مونت (ردمك 0-87969-712-1)
- أوراق والتر غواد في الجمعية الفلسفية الأمريكية